# Dekorowanie nazw
Dekorowanie nazw (ang. name mangling, name decoration) – technika stosowana przez kompilatory współczesnych języków programowania w celu wygenerowania unikatowych nazw funkcji, struktur, klas oraz innych typów danych. Schemat generowania unikalnych nazw różni się w zależności od tego jaki kompilator został zastosowany.

## Geneza
Potrzeba stosowania dekorowania nazw przez kompilatory wynika z konfliktu pomiędzy wymaganą unikalnością nazw a stosowaną we współczesnych językach programowania techniką przeciążania nazw.

## Dekorowanie nazw w C dla Microsoft Windows
Jakkolwiek technika dekorowania nazw ogólnie nie jest wymagana przez języki programowania, które nie wspierają przeciążania funkcji (np. C i Pascal), jednak w pewnych przypadkach jest stosowana aby poszerzyć zakres informacji opisujących funkcje.
Na przykład kompilator dedykowany platformie Microsoft Windows wspiera obsługę konwencji wywołania, które określają sposób przekazywania parametrów do funkcji i odsyłania wyniku przez funkcję. Ponieważ różne konwencje wywołania nie są ze sobą kompatybilne, kompilator dekoruje nazwy symbolami określającymi, która z nich ma zostać użyta.
Schemat dekorowania nazw zaproponowany przez Microsoft, wspierany przez kompilatory Digital Mars, Borland i GNU gcc, używany jest przy kompilowaniu kodu na platformę Windows. Schemat ten jest również stosowany przez inne języki, takie jak Pascal, D, Delphi, Fortran i C#.
Po kompilacji poniższego przykładu w C:
```
int
 
_cdecl
 
f
 
(
int
 
x
)
 
{
return
 
0
;}

int
 
_stdcall
 
g
 
(
int
 
y
)
 
{
return
 
0
;}

int
 
_fastcall
 
h
 
(
int
 
z
)
 
{
return
 
0
;}

```

32-bitowy kompilator wygeneruje:
```
_f
_g@4
@h@4
```

Dekorowanie nazw funkcji stdcall i fastcall stosuje schemat _nazwa@X i @nazwa@X, gdzie nazwa jest nazwą funkcji, a X określa liczbę bajtów argumentów funkcji. W przypadku funkcji cdecl, dekorowanie polega wyłącznie na dodaniu prefiksu „_”.